# 1814 바흐
1814 바흐는 소행성대에 존재하는 소행성으로, 1931년 10월 9일 하이델베르크에서 라인무스에 의해 발견되었다. 이 소행성은 독일의 작곡가인 요한 제바스티안 바흐의 이름을 받았다.